# 一倉定
一倉 定（いちくら さだむ、1918年4月- 1999年3月）は群馬県前橋市出身の経営コンサルタント。

## 人物
前橋中学校卒業後に、中島飛行機の生産技術係長、富士機械製造の資材課長や、日本能率協会のプロジェクトマネージャーをなど経て、経営コンサルタントとして独立。生産管理、管理会計の分野からはじめ、社長専門のコンサルタントとして伝説をつむいだ。5000社を超える企業を指導し、多くの赤字企業を立て直した。
社長専門の経営コンサルタントの第一人者とされ、苛烈なまでに経営者を叱り飛ばす姿から「社長の教祖」「炎のコンサルタント」との異名を持つ。
”ダメな会社はTOPがすべて悪い、人のせいにするな、部下のせいにするな、環境のせいにするな”が基本方針。空理空論で経営する社長や、利益だけを追求する社長に対しては、烈火の如く怒り叱り飛ばすとされ、「こんなに叱られるのは生まれて初めてだ」「講義と聞いて来たが、これは講義ではない、落雷だ」との所感を述べる経営者もいる。
後継者に不安を抱く創業者からも人気で、いわばダメ社長の再生人として不動の地位を誇る。
門下生には、ユニ・チャーム創業者の高原慶一朗やドトールコーヒー創業者の鳥羽博道らがいる。

## 語録
- 経営とは「外部｣に対応するものであって、断じて企業の「内部」に対応するものではないのだ。(社長の条件)
- 事業経営の成否は、99％社長で決まる
- 「いい会社とか悪い会社とかはない。あるのは、いい社長と悪い社長である。」
- 電信柱が高いのも、郵便ポストが赤いのも社長の責任である。「社長が知らないうちに起ったこと」でもすべて社長の責任なのだ。（一倉定の社長学より）
- 『優れた社長は、「うちの社員はよくやってくれる」 と人に語り、 能力のない社長ほど社員の無能ぶりを他人にこぼす。
- 事業経営にきれい事は危険である。
- 事業は学問でもなければ理論でもない。 事業の存続を実現する戦いなのである
- ボロ会社ほどスローガンが多い
- お客様が買うのは商品ではない。商品の持つはたらきである
- 数字は読むもの、計算はさせるもの
- 会社の赤字は、お客様を忘れたのが原因である
- 目標不達成の原因究明よりも、どうすれば達成できるかを考えよ

## 著書
- あなたの会社は原価計算で損をする (1963年)
- マネジメントへの挑戦 (1965年)
- 社長学―こんな経営者が会社をつぶす (1968年)
- 『社長の姿勢』産業能率大学出版部、1980年10月。ISBN 978-4382046689。
- ゆがめられた目標管理―企業目標とその展開 (1969年)
- 『人間社長学―社長の人間的側面と企業一体化への道』産業能率大学出版部、1971年1月。ISBN 978-4382042155。
- 一倉定の社長学―経営戦略・利益戦略 (1975年版)
- 一倉定の社長学 経営戦略 (第1巻)  1993年
- 『一倉定の社長学 経営計画・資金運用 (第2巻) 机上版』日本経営合理化協会出版局、1986年8月。ISBN 978-4930838025。
- 『一倉定の社長学 販売戦略・市場戦略 (第3巻)』日本経営合理化協会出版局、1980年1月。ISBN 978-4930838131。
- 一倉定の社長学 新事業・新商品開発 (第4巻) 1980年1月
- 『一倉定の社長学 増収増益戦略 (第5巻)』日本経営合理化協会出版局、1980年1月。ISBN 978-4930838155。
- 『一倉定の社長学 内部体勢の確立 (第6巻)』日本経営合理化協会出版局、1986年3月。ISBN 978-4930838063。
- 一倉定の社長学 社長の条件 (第7巻) 1980年2月
- 『一倉定の社長学 市場戦略・市場戦争 (第8巻)』日本経営合理化協会出版局、1998年5月。ISBN 978-4930838087。
- 『一倉定の社長学 別巻 経営計画実例集』日本経営合理化協会出版局、1976年7月。ISBN 978-4930838094。
- 一倉定の社長学〈別巻 2〉経営計画実例第二集 (1980年)
- 社長の条件篇 (一倉定の社長学) 1986年4月17日
- 経営戦略・利益戦略篇 (一倉定の社長学)  1986年7月1日
- 『社長の販売学』産能大学出版部、1991年9月。ISBN 978-4382051010。
- 経営計画書モデル書式集  1992年10月
- 一倉定の社長学 (別巻4 経営計画実例第3集) 1992
- 『食事を変えなければ大和民族は衰亡する』致知出版社、1995年11月。ISBN 978-4884743642。
- 『経営の思いがけないコツ』日本経営合理化協会出版局、1997年9月。ISBN 978-4930838957。
- 『経営の思いがけないコツ 皮革携帯版』日本経営合理化協会出版局、1997年9月。ISBN 978-4930838964。
- 『正食と人体―一倉定の体験的健康学』致知出版社、1997年10月。ISBN 978-4884745257。
- 『一倉定の経営心得』日本経営合理化協会出版局、1999年6月。ISBN 978-4891010065。

## CD・ビデオ
- CD 「中小企業の社長学」 2010年11月30日
- CD 「一倉定の社長学百講」 2003年1月1日
- 一倉定の社長学ビデオシリーズ